# Bećir Omeragić
Bećir Omeragić (Ginebra, 20 de enero de 2002) es un futbolista suizo que juega de defensa en el Montpellier H. S. C. de la Ligue 2.

## Trayectoria
Comenzó su carrera deportiva en el F. C. Zürich, con el que debutó en la Superliga de Suiza el 4 de mayo de 2019 frente al F. C. Basilea.

## Selección nacional
Fue internacional sub-15, sub-16 y sub-17 con la selección de fútbol de Suiza, y en la actualidad es internacional sub-19.
Con la absoluta fue convocado por primera vez en septiembre de 2020 para dos partidos de la Liga de las Naciones de la UEFA 2020-21 ante Ucrania y Alemania. Volvió a ser convocado en octubre, realizando su debut en un amistoso ante Croacia.

## Clubes
| Club                 | País    | Año       |
| -------------------- | ------- | --------- |
| F. C. Zürich         | Suiza   | 2018-2023 |
| Montpellier H. S. C. | Francia | 2023-act. |

## Palmarés

### Títulos nacionales
| Título             | Club         | País  | Año     |
| ------------------ | ------------ | ----- | ------- |
| Superliga de Suiza | F. C. Zürich | Suiza | 2021-22 |